# Silvio Pettirossi
Silvio Pettirossi Pereira (Asunción, 16 giugno 1887 – Buenos Aires, 17 ottobre 1916) è stato un aviatore paraguaiano.
Fu un pioniere dell'aviazione mondiale. Era nato in Paraguay da padre italiano e morì in un incidente aereo a soli 29 anni.

## Biografia
Suo padre, Antimo Pettirossi, lo mandò a Spoleto, nella natía Italia, a soli 7 anni per entrare in un liceo militare assieme al fratello maggiore. Silvio visse in Italia fino ai 15 anni, dove imparò perfettamente l'italiano. Quindi ritornò in Paraguay, dove entrò nell'esercito con il grado di tenente. 
Da giovane l'italo-paraguaiano si trasferì a Buenos Aires dove fece amicizia con Jorge Newbery, un pioniere dell'aviazione argentina che gli insegnò a volare. Dal 1912 effettuò numerosi voli in Europa e nelle Americhe.

### Voli
Pettirossi ottenne una donazione dal governo paraguaiano per studiare e ottenere il titolo di pilota dalla Federazione aeronautica francese. Nel 1912 andò in Francia, dove ottenne brillantemente il brevetto di pilota e successivamente vi fece numerose esibizioni di acrobazia aerea, guadagnandosi fama internazionale.
Il più famoso dei suoi voli fu tra Parigi e Bordeaux, dove impose un record di distanza senza sosta.
Pettirossi decise nel 1914 di comperare un aereo per le sue esibizioni acrobatiche: un Deperdussin Monocoque model "T" monoplano con un motore "60 HP rotary Gnome". Con questo velivolo fece numerose esibizioni acrobatiche in Europa, Sudamerica e Stati Uniti, specializzandosi nel cosiddetto "inverted loop".
Nel dicembre 1914 fondò l'Aeroclub de Paraguay e ne fu nominato presidente.
Nel 1915 partecipò all'Esposizione Universale di San Francisco (Stati Uniti), dove ottenne fama di essere uno dei migliori piloti acrobatici del mondo.

### Morte
Durante un'esercitazione in Argentina, un'ala del suo aereo si spezzò mentre faceva un pericoloso "loop" rovesciato e Pettirossi precipitò, morendo a soli 29 anni il 17 ottobre 1916. Si era sposato due anni prima, all'apice della fama.

## Eredità

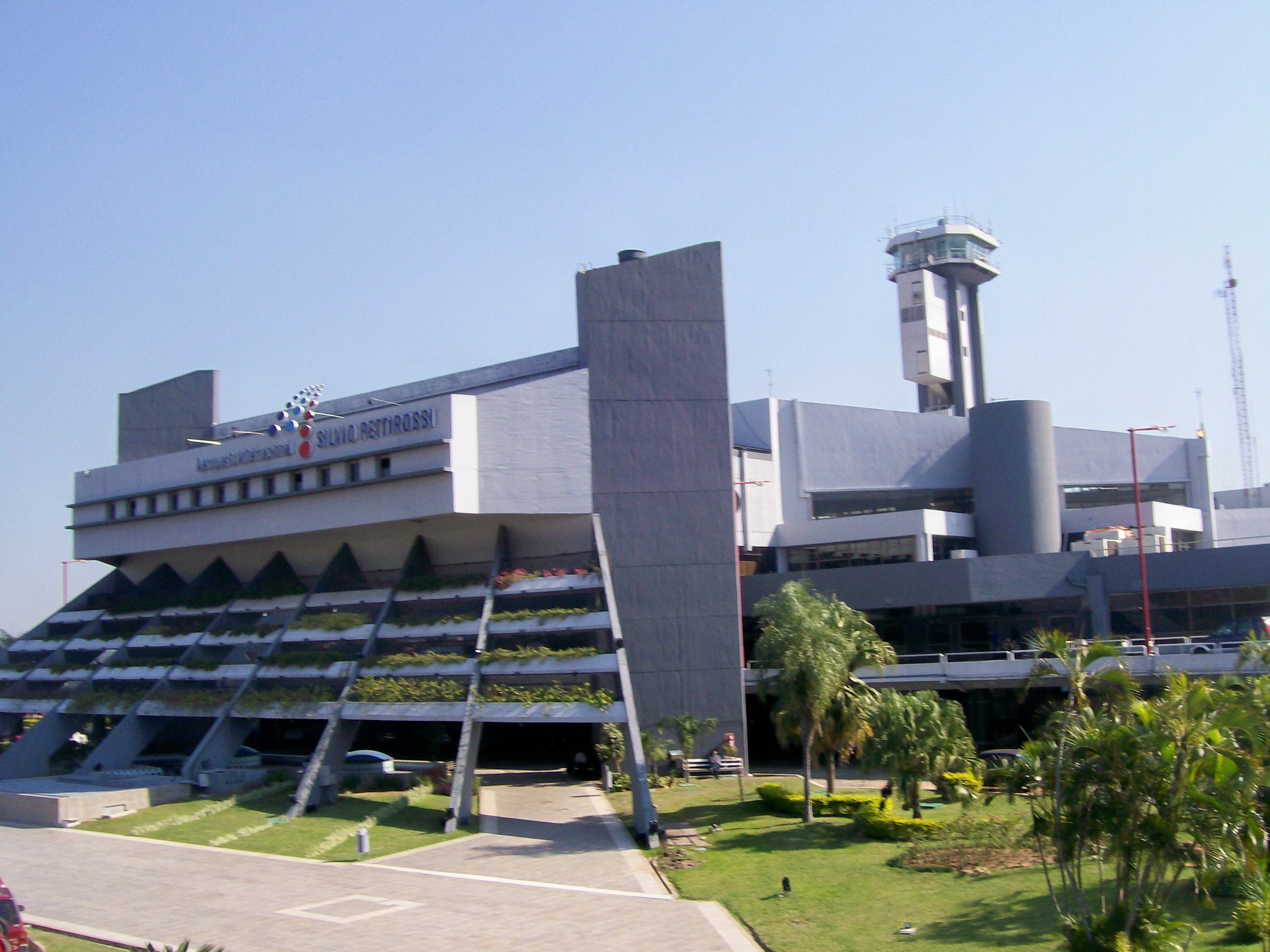
L'aeroporto Silvio Pettirossi di Asunciòn

Di questo pioniere dell'aviazione resta indelebile la memoria in Paraguay, per avervi fondato la prima scuola aerea e iniziato l'era dell'aviazione. Infatti Silvio Pettirossi viene definito Héroe nacional in questa nazione sudamericana.
I suoi record sono omologati dalla Fédération Aéronautique Internationale con sede a Parigi. 
In suo onore sono intitolati il principale aeroporto del Paraguay, (il Silvio Pettirossi International Airport ), la Brigata Paracadutisti delle Forze Aeree paraguaiane, una base aerea militare vicino Asunción, l'Istituto paraguaiano di Storia dell'Aviazione ed un Corso principale nella capitale paraguaiana.
Anche un club di calcio della prima divisione del Paraguay porta il suo nome: il Club Silvio Pettirossi di Asuncion.